# Mathías Corujo
Mathías Corujo Díaz (Sauce, 1986. május 8. –) uruguayi labdarúgó, a chilei Universidad de Chile hátvédje/középpályása.